# Anne Montminy
Anne Katherine Montminy Goldman (Montréal, 28 gennaio 1975) è un'ex tuffatrice, commentatore televisivo e avvocata canadese, vincitrice di una medaglia d'argento ed una di bronzo ai Giochi olimpici.

## Biografia
Ha rappresentato il Canada ai Giochi olimpici estivi di Barcellona 1992, Atlanta 1996 e Sydney 2000. A Sydney ha vinto una medaglia d'argento nel concorso dei tuffi dalla piattaforma 10 metri sincro ed il bronzo nella piattaforma 10 metri individuale.
Parallelamente alla sua carriera sportiva ha studiato giurisprudenza, ottenendo una laurea all'Università di Montréal nel 1999, e un LLM alla New York University School of Law nel 2002. Da allora ha esercitato la professione forense prima presso lo studio Davies Ward Phillips & Vineberg di Montreal, poi per Clifford Chance a San Francisco e, infine, per Howard Rice Nemerovski Canady Falk & Rabkin a San Francisco. È membro dell'ordine del California Bar.
Nel 2008 è stata incaricata dall'emittente televisiva CBC di commentare i Giochi olimpici di Pechino 2008.

## Palmarès
- Giochi olimpici

Sydney 2000: argento nella piattaforma 10 m sincro; bronzo nella piattaforma 10 m
- Giochi panamericani

Mar del Plata 1995: oro nelle piattaforma 10 m
- Giochi del Commonwealth

Vittoria 1994: oro nella piattaforma 10 m
Kuala Lumpur 1998: bronzo piattaforma 10 m